# Leon Pasternak

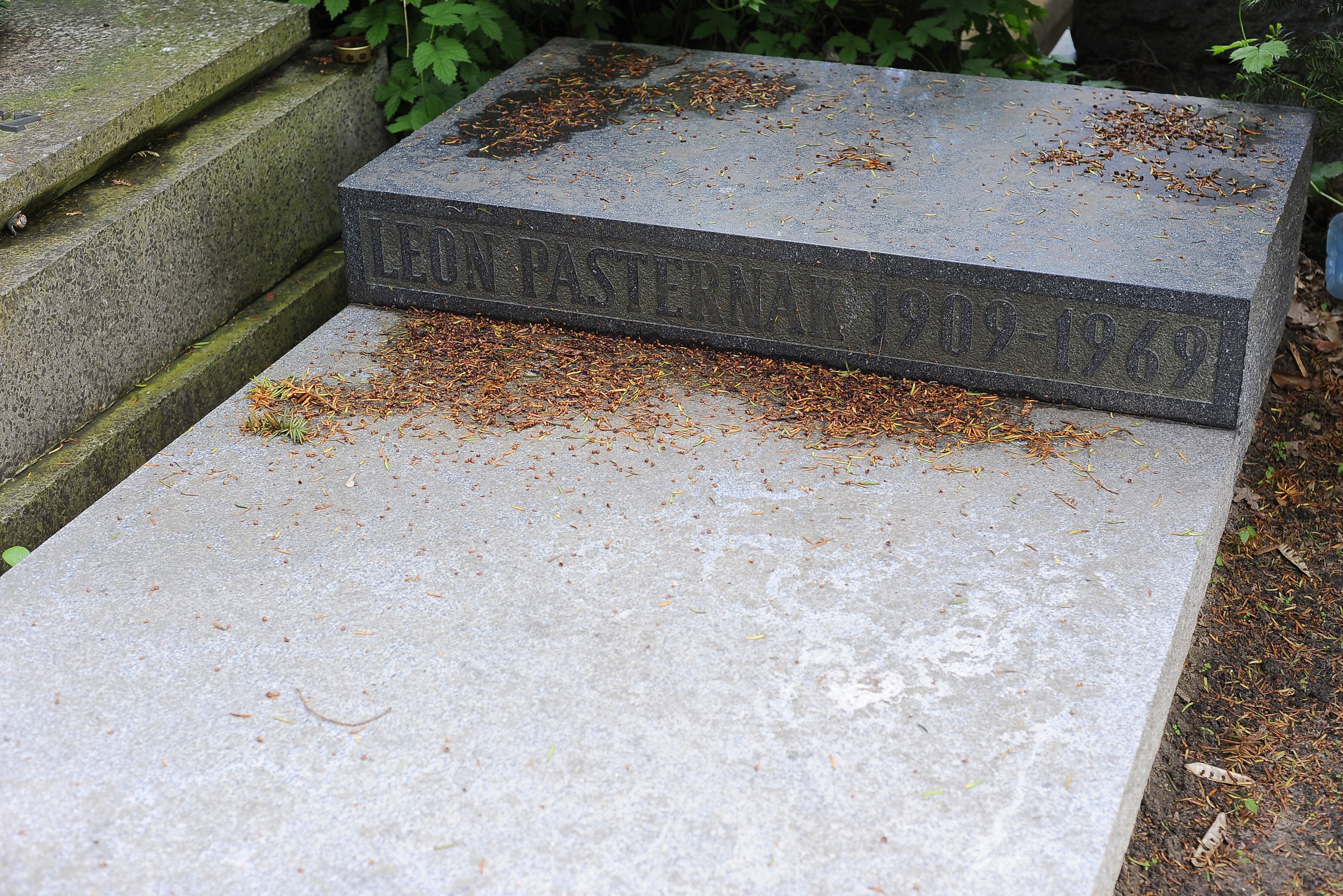
Grób Leona Pasternaka na warszawskim cmentarzu Wojskowym na Powązkach

Leon Jakub Pasternak (ur. 12 sierpnia 1909 we Lwowie, zm. 14 października 1969 w Warszawie) – polski poeta, satyryk, pochodzenia żydowskiego, pierwszy mąż (1940–1956) aktorki Ryszardy Hanin.

## Życiorys
Urodził się w rodzinie Józefa i Róży z Hirschhornów. Członek Komunistycznej Partii Polski. W II RP był kilkakrotnie aresztowany i skazany za zakazaną działalność komunistyczną, m.in. w 1932 skazany przez sąd w Stanisławowie za działalność wywrotową na 7 miesięcy więzienia. Był także dwukrotnie osadzony (decyzją administracyjną) w Berezie Kartuskiej (w 1937 i w 1938) przy czym za drugim razem jego zatrzymanie przedłużano kilkukrotnie: od marca 1938 do września 1939.
Współzałożyciel pisma Lewar. Pisał wiersze, głównie satyryczne do czasopism takich jak „Szpilki” czy „Chochoł”. W początkach roku 1938, w „Chochole” opublikowano jego wiersz „Pieśń o hańbieniu rasy”, który był komentarzem do coraz silniejszego w Polsce antysemityzmu. Wiersz odnosił się do relacji seksualnych podmiotu lirycznego – Żyda z kobietą-Polką, co wzbudziło w prasie narodowej bardzo duże wzburzenie, szczególne z powodu użycia zwrotu „Matka Polka”.

[...]
I myślę sobie Zochnę głaszcząc,
piastową córę pieszcząc ninie:
Poczynam sobie choć mój praszczur
nie rodził mi się w Biskupinie.
[...]
Cóż ja? Żydowin. Cóż? Semita.
Nie było w rodzie moim Bolka,
jakaż wyrośnie z niej kobita,
jaka matrona, Matka Polka?
[...]
Jeśli z nią będę miał potomka,
to biada mi, po trzykroć biada!
Syn mego Józwy, czy też Romka,
zaprze się pewno swego dziada!
[...]

Wydrukowanie tego wiersza stało się przyczyną nagonki prasowej na autora, która spowodowała zamknięcie go w obozie w Berezie Kartuskiej. W marcu 1938 sprawa tego wiersza stała się pretekstem do urządzenia w kilku uczelniach polskich „Dnia bez Żydów”.
Od 1939 roku w ZSRR. Pracownik redakcji „Czerwonego Sztandaru”. 19 listopada 1939 roku podpisał oświadczenie pisarzy polskich witające przyłączenie zachodniej Ukrainy do Ukrainy Radzieckiej. 17 września 1940 roku wstąpił do Związku Radzieckich Pisarzy Ukrainy. W 1940 roku przyczynił się do aresztowania i późniejszej śmierci innego redaktora „Czerwonego Sztandaru” Stanisława Salzmana.
Od 1943 oficer 1 Dywizji Wojska Polskiego. Członek PKWN (1944).
Według Ryszarda Marka Grońskiego „Leon Pasternak był ideowcem do końca, wiernym do ostatniego tchnienia”.
Leon Pasternak tak pisał w Wierszu noworocznym na nowy rok 1940, w okupowanym przez Związek Radziecki Lwowie, po agresji Armii Czerwonej na Polskę 17 września 1939 roku:

„a jednak podejmij kalendarz zdeptany,
część kart jego będziesz sławił w pieśniach
gdy padła granica, pękły więzień bramy,
w ten dzień wyzwolenia: siedemnasty września”

Autor wierszy i pieśni propagandowych (m.in. „Oka”), dorobił nowe słowa do melodii My, Pierwsza Brygada:

My, Pierwsza Dywizja,
Wolność i Ojczyzna.
Baczność! Komendo, dzwoń!
Pobudka gra! Na ramię broń!

Został pochowany na cmentarzu Wojskowym na Powązkach (kwatera A32-3-24).

## Ordery i odznaczenia
- Order Sztandaru Pracy I klasy
- Order Sztandaru Pracy II klasy
- Krzyż Oficerski Orderu Odrodzenia Polski (11 lipca 1955)[14]
- Złoty Krzyż Zasługi (8 maja 1946)[15]
- Medal „Za waszą wolność i naszą” (1966)[16]
- Medal 10-lecia Polski Ludowej (19 stycznia 1955)[17]